# Musée Sainte-Croix
Le musée Sainte-Croix est le plus grand musée de la ville de Poitiers. Construit en 1974 sur les plans de l'architecte poitevin Jean Monge, il se dresse à la place de l'ancienne abbaye Sainte-Croix, aujourd'hui à Saint-Benoît. Il s'agit d'une vaste structure de béton et de verre, dans le plus pur style brutaliste des années 1970. Il est construit sur un ancien site de fouilles dans son département archéologie[pas clair].
Ses riches et diverses collections s'exposent au travers d'un parcours chronologique progressivement renouvelé, partant de la préhistoire et de l'archéologie antique et médiévale pour arriver aux beaux-arts tout en évoquant l'histoire du Poitou.

## Histoire du musée
Le premier musée de la ville de Poitiers est constitué en 1820. Il s'installe ensuite au rez-de-chaussée du nouvel hôtel de ville construit à la fin du Second Empire. En 1947, une importante donation par la Société des antiquaires de l'Ouest enrichit considérablement les collections de la ville, l'archéologie et la numismatique régionales se trouvant renforcées, ainsi que les beaux-arts et les arts décoratifs.
L'architecte Jean Monge, lauréat de l’équerre d'Argent pour la bibliothèque universitaire de droit et de lettres de la ville en 1973, est chargé de construire un nouveau bâtiment muséal. Le musée ouvre le 21 décembre 1974 sous le nom de centre culturel Sainte-Croix. Depuis septembre 2015, ses qualités architecturales sont reconnues par le label « Patrimoine du XXe siècle » décerné par le ministère de la Culture.
Les réserves externalisées à Vouneuil-sous-Biard rassemblent les quelque 1,2 million d'objets inscrits sur l'inventaire du musée, et libérant ainsi plus de 1 000 m2 de surface d'exposition au sein du bâtiment. Le parcours permanent est enrichi par l'arrivée des collections en provenance de l'autre musée municipal, le musée Rupert-de-Chièvres qui a fermé en 2009. Un partenariat de trois ans entre la ville et l'Institut national du patrimoine prévoit aussi une coopération scientifique, technique et professionnelle dans les domaines de la conservation et de la restauration du patrimoine.
En 2024, le musée reçoit un legs exceptionnel, de l'artiste et collectionneuse Eugénie Dubreuil, composé de 500 œuvres réalisées par des femmes. Il s'agit de la plus grande collection française d'œuvres féminines, allant du XVIIe au XXIe siècle, dénommée La Musée,,.

## Collections

### Préhistoire

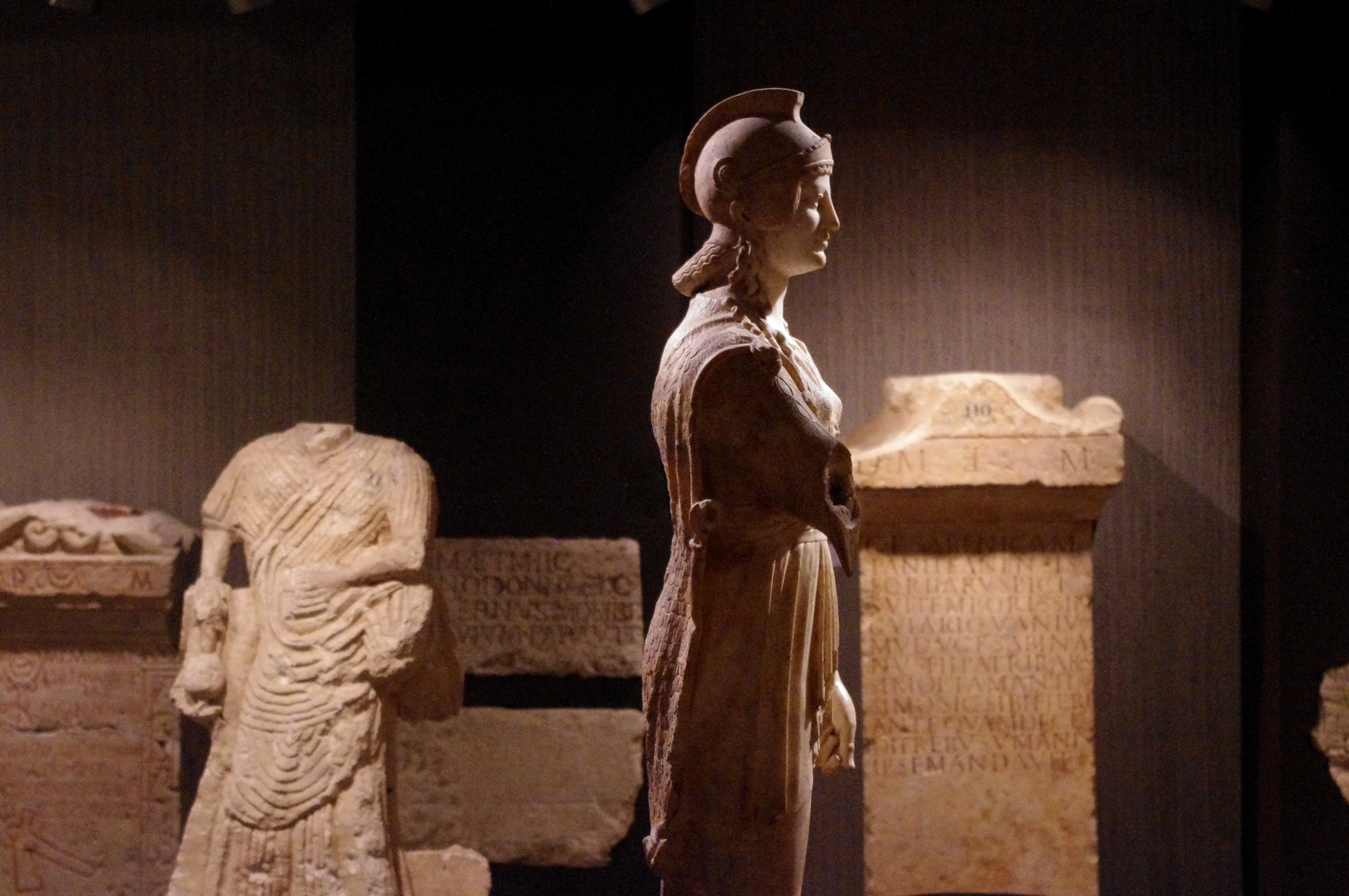
La Minerve de Poitiers, découverte en 1901 et exposée dans les salles d'archéologie, au sous-sol.

- Gravures de la grotte de la Marche (période magdalénienne) ;
- Mobilier de la collection Patte (Néolithique) ;
- Poterie à décor anthropomorphe du Camp Allaric (Âge du fer).

### Antiquité romaine
- Statue d'Athéna, marbre romain d'après un original grec (?) découvert à Poitiers en 1901 (Ier – IIe siècle ap. J.-C.) ;
- Trésor monétaire gaulois de Chevanceaux (17) ;
- Dépôt aristocratique d'Antran (Ier s.) ;
- Épitaphe de Claudia Varenilla (IIe s.)[11] ;
- Base d'un monument honorifique dédié à Marcus Sedatius Severianus (IIe siècle) ;
- Importantes et nombreuses sculptures indigènes (époque romaine) ;
- Belle série de verres d'époque romaine ;
- Objets de parure antiques.

### Haut Moyen Âge

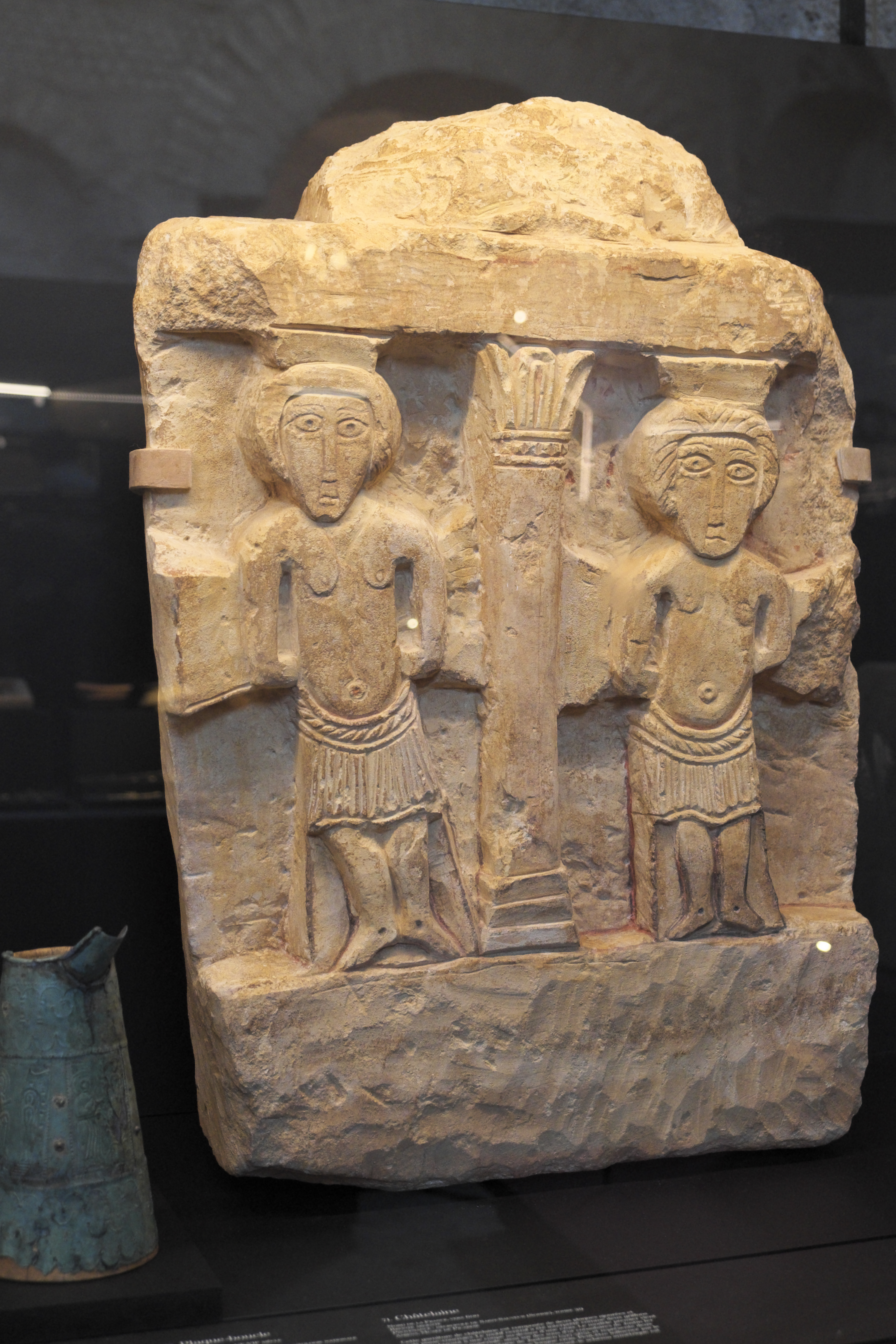
Base aux larrons, élément sculpté représentant la scène biblique des Deux Larrons, base d'une Crucifixion monumentale des VI-VIIe siècles retrouvée à l'Hypogée des Dunes.

- Décors de stuc découverts dans l'ancien prieuré Saint-Pierre de Vouneuil-sous-Biard (Ve – VIe siècle): Ensemble le plus complet et le plus ancien de France (cf. Exposition internationale de 2005) ;
- Fragment de sarcophage dit La pierre qui pue trouvé dans la nécropole développée autour du tombeau d'Hilaire (IVe s.) ;
- Les Larrons : base d'une Crucifixion monumentale unique en Europe ;
- Sarcophage paléochrétien de Loudun à décor historié (Ve s.) ;
- Base d'une Crucifixion monumentale en pierre provenant de l'Hypogée des Dunes, chapelle funéraire aménagée par l'abbé Mellebaude au VIIe. Site exceptionnel du haut Moyen Âge (réunissant un corpus de sculptures et d'inscriptions) actuellement en chantier de restauration par les M.H.

### Moyen Âge
- Fragments du portail de l'église Saint-Hilaire-le-Grand.

### Période romane
- Chapiteau de la Dispute : Poitiers, pilier de Justice dit Les 3 Piliers (XIe s.) ;
- Vase-reliquaire de Saint-Savin-sur-Gartempe (86). Atelier de verres luxueux bleu cobalt à décor blanc d'Europe occidentale.

### Renaissance
- Sculptures du château de Bonnivet.

### Histoire de Poitiers et du Poitou
- François Nautré : Le Siège de Poitiers en 1569, 1619, huile sur toile ;
- Jean Gargot : La Grand'Goule, 1677, bois polychrome ;
- Guillaume Berthelot, Statue de Louis XIII provenant du château de Richelieu.

|                              |
| Le Siège de Poitiers en 1569 |

|                |
| La Grand'Goule |

### Arts décoratifs
- Cabinets d'ébène, XVIIe siècle, fabrication italienne ;
- Commode de style transition estampillée ;
- Collection de faïence et de porcelaine XVe et XIXe siècles ;
- Émaux limousins.

### Peinture et sculpture ancienne (avant 1800)
- François-Xavier Fabre, Délia pleurant Corydon, 1795, huile sur toile, 45,5 × 58,3 cm
- Johann Karl Loth, Mars et Vénus, huile sur toile.
- Ferraù Fenzoni, La Mise au tombeau, 1590 - 1593, huile sur toile.
- Jean-Baptiste-Marie Pierre, L'Aurore et Tithon, 1747, huile sur toile.
- Guillaume Berthelot, Statue de Louis XIII provenant du château de Richelieu, marbre.
- Giovanni Lanfranco, Élie et la Veuve de Sarepta,huile sur toile.
- Ambrosius Bosschaert (attr.), Nature morte au papillon, huile sur cuivre.
- Anonyme flamand, Portrait de Ferdinand d'Aragon, huile sur panneau.
- François Nautré, Le Siège de Poitiers par l'Amiral de Coligny en 1569, 1619, huile sur toile.
- Paolo Veneziano, 14 fragments d'un polyptyque, tempera sur bois.
- Maître de la Légende de sainte Marie-Madeleine, Vierge à l'Enfant, huile sur panneau.
- Gabriel-François Doyen, Mars blessé par Diomède, huile sur toile.
- Geneviève Brossard de Beaulieu, La Poésie pleurant la mort de Voltaire, 1785, huile sur toile.
- Louis Gauffier, 7 tableaux dont Le Repos durant la fuite en Égypte, 1792, huile sur toile et Ulysse et Nausicaa, 1798, huile sur toile.
- Pierre-Henri de Valenciennes, Énée et Didon fuyant l'orage se réfugient dans une grotte, 1792, huile sur toile.
- Jean-Batiste Santerre, Portrait de Geneviève Blanchot ?, ou Allégorie de la peinture, 1704, huile sur toile.
- Jean Valade, Le comte et la comtesse de Durfort, 1747, huiles sur toile.
- Nicolas Guillain, Statue funéraire de Claude de Laubespine, 1614 - 1617, sculpture en marbre.
- chemin de croix, en partie œuvre du peintre d'Utrecht Everard Quirinsz van der Maes (1577-1656)

### Peinture et sculpture desXIXeetXXesiècles
- Camille Claudel : sept œuvres, dont un bronze du Niobide blessée et la terre cuite du buste de Jeune Femme aux yeux clos
- Auguste Rodin
- Max Ernst
- Jean Broc : La Mort d'Hyacinthe
- Paolo Veneziano
- Pierre-Henri de Valenciennes
- Jean-Auguste-Dominique Ingres
- Louis Lafitte
- Théodore Chassériau
- Hippolyte Flandrin
- Eugène Fromentin
- Eugène Boudin
- Armand Guillaumin
- Alfred Sisley
- Gustave Moreau : La Sirène et le Poète
- Odilon Redon
- Eugène Carrière
- Maximilien Luce
- Piet Mondrian
- Pierre Bonnard
- Édouard Vuillard
- Léon Lehmann
- Albert Marquet
- Berthold Mahn, Les Cours, Poitiers, huile sur toile, 1919
- Philippe Cara Costea
- Romaine Brooks
- Sarah Lipska
- Ismaël de la Serna
- Alfred Courmes
- Charles Müller
- James Pradier
- Léopold Burthe
- Amaury-Duval
- Pierre-Henri Ducos de La Haille
- Louis Billotey
- Chana Orloff
- Suzanne Roger
- Jacques Augustin Pajou
- Henri Doucet
- Marius Borgeaud
- Alfred de Curzon
- María Blanchard[12]
- Suzanne Valadon
- Rosa Bonheur
- Berthe Morisot
- Niki de Saint Phalle
- Marie-Pauline Laurent
- Ruth Milles

### Cabinet d'art graphique
Le cabinet d'art graphique du musée Sainte-Croix comprend notamment les dessins de la donation Babinet et les photographies provenant de l'ancienne collection de Bernard Lamarche-Vadel.
En raison de leur fragilité ces œuvres ne sont présentées que lors d'expositions temporaires.

#### Dessin
- Eugène Delacroix
- Eugène Fromentin
- Alexandre-Denis Abel de Pujol
- Théodore Chassériau
- Jean-Baptiste Oudry
- Alfons Mucha
- Massimo Stanzione
- François Lemoyne
- Théodore Géricault
- Giovanni Battista Pittoni
- Dionys Calvaert
- Hans Süss von Kulmbach
- Camille-Léopold Lahaire

#### Photographie
- Alfred Perlat
- Édouard Baldus
- Diane Arbus
- William Klein
- Jean-Philippe Reverdot
- François Kollar
- Laure Albin-Guillot
- Jeanne Rogeon
- Jules Robuchon
- Fernand Michaud

## Expositions
- Camille Claudel (1984)
- Odette Pauvert, première femme à recevoir le Prix de Rome en peinture (1986)
- Yvan Gallé (1986)
- Romaine Brooks (1987)[13]
- Chana Orloff (1992)
- Aux rives de l'Incertain, histoire et représentation des marais occidentaux du Moyen Âge à nos jours (2002)
- Le stuc, visage oublié de l'art médiéval (2005)
- Dessins baroques de Naples (2010)
- L'Âge roman (2011)
- Amor à mort. Tombes remarquables du centre-ouest de la Gaule (2012)
- La Licorne et le Bézoard, une histoire des cabinets de curiosité des origines à nos jours (2013)
- Engagement : collectionner/partager (2015)
- Images Révélées : Poitiers à l'épreuve de la photographie 1839-1914 (2015)
- La Musée : une collection d’artistes femmes (6 décembre 2024 - 18 mai 2025)

## Galerie

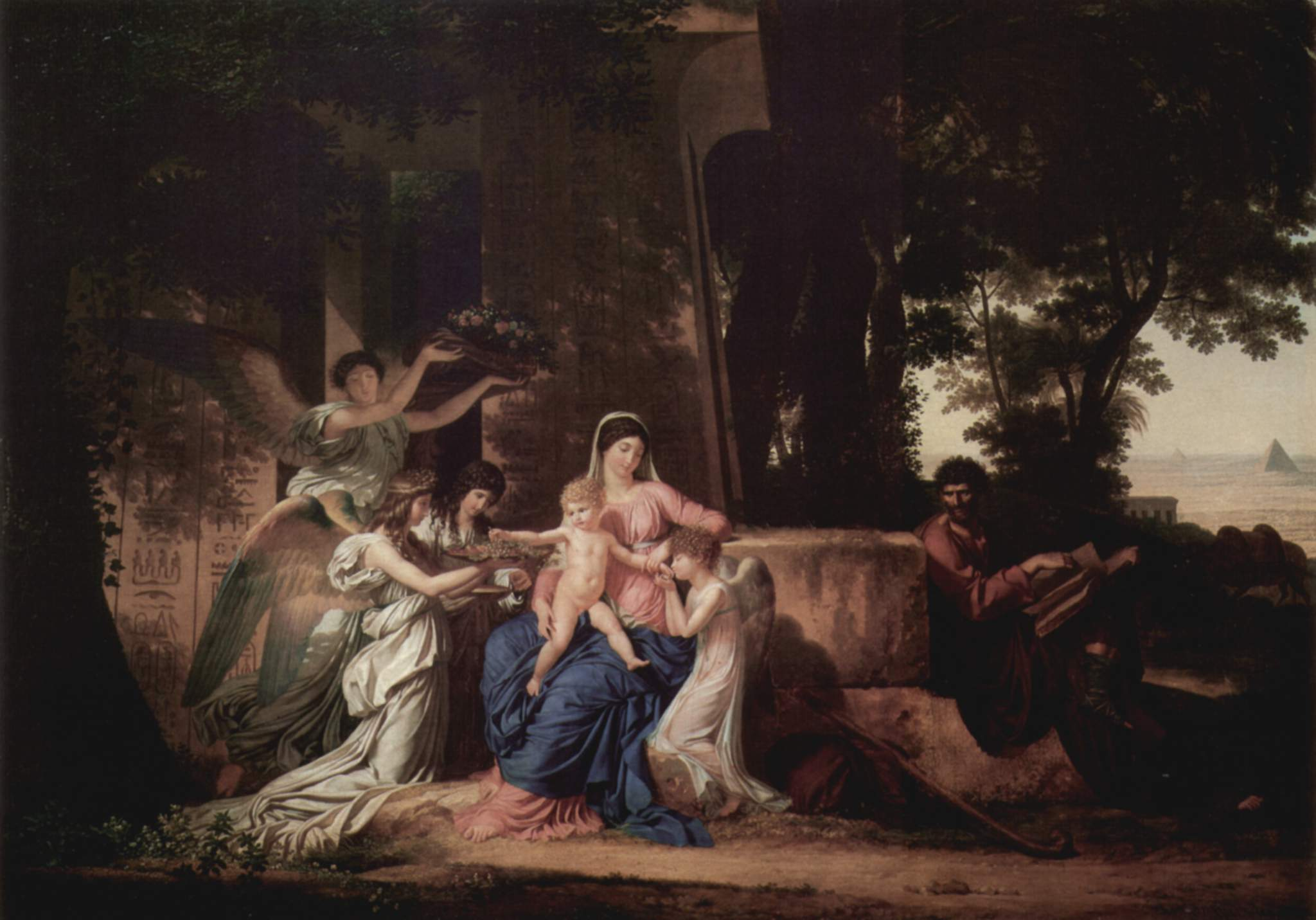
Louis Gauffier, Le Repos de la Sainte Famille pendant la fuite en Égypte (1792).
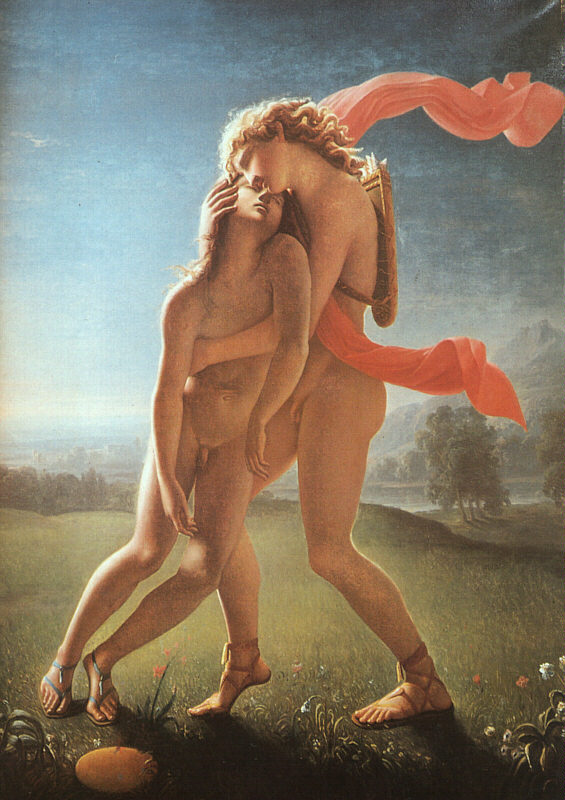
Jean Broc, La Mort d'Hyacinthe (1801).
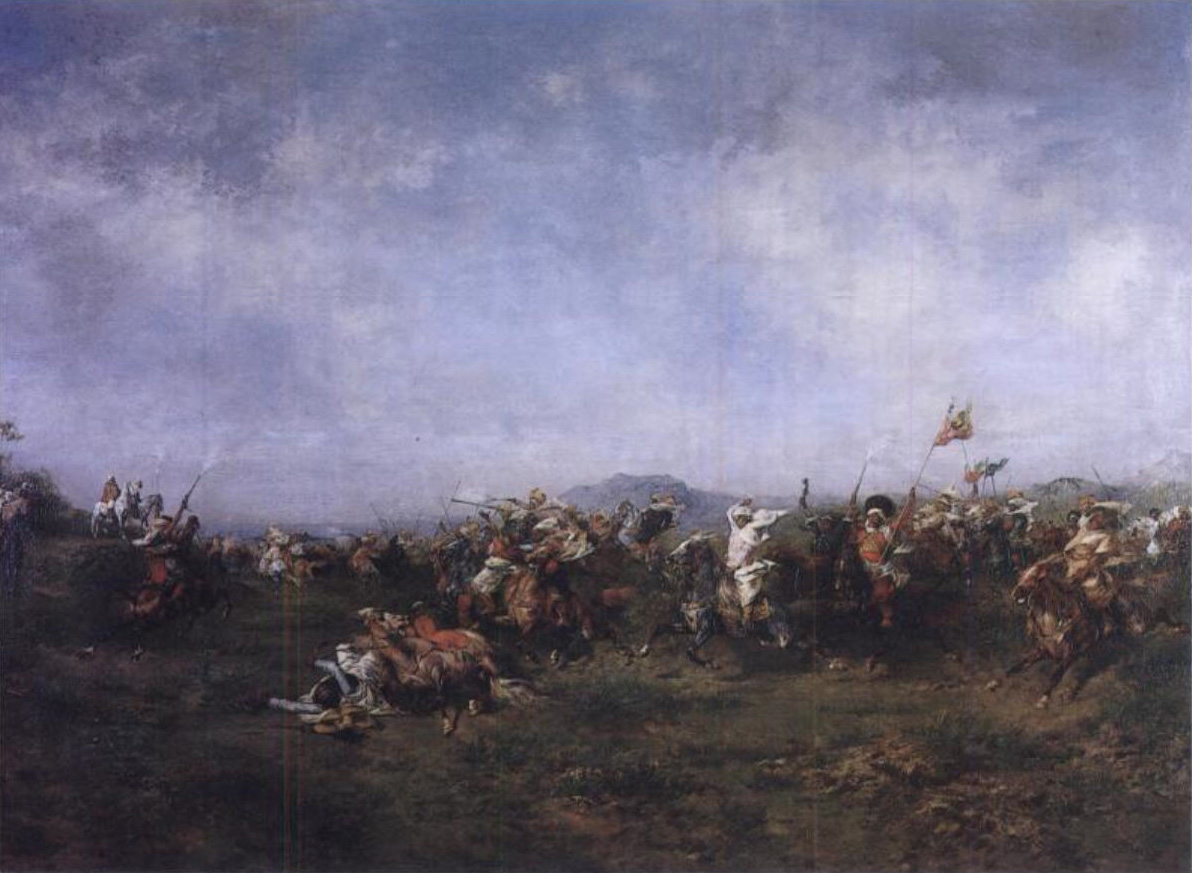
Eugène Fromentin, Une fantasia, Algérie (1869).
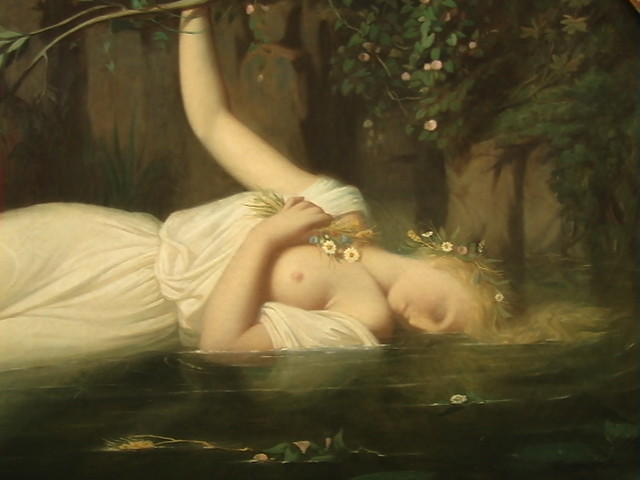
Léopold Burthe, Ophélie (1851), détail.
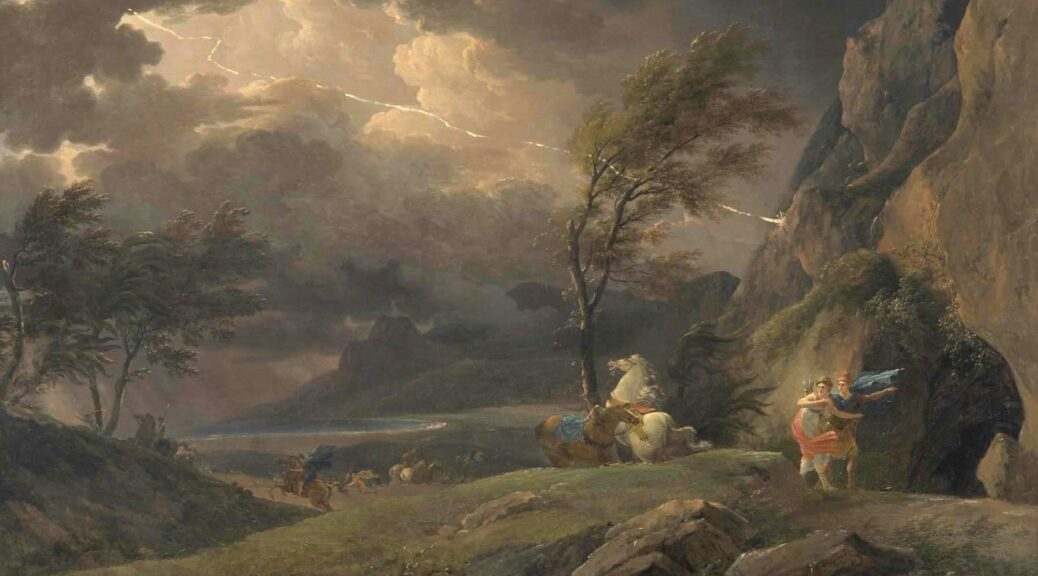
Pierre Henry de Valencienne, Enée et Didon Fuyant L'orage et se réfugiant dans une grotte, 1792, huile sur toile.